# Carlos Alberto Souza dos Santos
Carlos Alberto Souza dos Santos, född 9 december 1960, är en brasiliansk tidigare fotbollsspelare.
Han blev utsedd till J.Leagues "Best Eleven" 1993.